# T-800
T-800 (Cyberdyne Systems Model 101) – postać fikcyjna, elektroniczny morderca pokryty żywą tkanką, metalowy endoszkielet, występujący w filmach Terminator (The Terminator, 1984), Terminator 2: Dzień sądu (Terminator 2: Judgment Day, 1991), Terminator 3: Bunt maszyn (Terminator 3: Rise of the Machines, 2003 – jako T-850), Terminator: Ocalenie (Terminator Salvation, 2009), Terminator: Genisys (Terminator Genisys, 2015) oraz Terminator: Mroczne przeznaczenie (Terminator: Dark Fate, 2019). Postać grana przez Arnolda Schwarzeneggera. W filmie Terminator: Ocalenie, T-800 zagrał austriacki aktor i kulturysta Roland Kickinger, zaś za pomocą grafiki komputerowej wygenerowano jego głowę na podobieństwo młodego Schwarzeneggera. Podobny zabieg zastosowano w kolejnych dwóch częściach gdzie młodego T-800 zagrał Brett Azar.

## Nazwa
W pierwszej i drugiej części filmu nazwano go „Cyberdyne system model 101”. Jednak w opisie dystrybutora występuje w wersjach T-800 bądź T-101. Epizod trzeci przedstawia omawianą maszynę jako: T-101, T-850 oraz CSM-101. Jej inne modele miały oznaczenia adekwatne do ich zaawansowania technicznego: T-800, T-850, T-1000, T-X. Problem nazewnictwa terminatora został rozwiązany w specjalnej scenie T2 w wersji DVD. Widnieje w niej bowiem pełna nazwa terminatora: „Cyberdyne Systems Model 101 seria 800”.

## Wygląd
Wygląd T-800 w pierwszych trzech filmach nie zmienia się: ma krótko przystrzyżone włosy i umięśnione ciało. Zawsze po przybyciu do przeszłości kradnie analogiczny zestaw ubioru: czarna skórzana kurtka i spodnie, buty oraz czarny T-shirt.
W każdej części „trylogii” T-800 zakłada czarne okulary, jednak w różnych okolicznościach. W pierwszym filmie wykorzystuje je, by zakryć pusty oczodół, gdyż jego oko zostało wcześniej zmasakrowane w kraksie radiowozu. Później ulegają one zniszczeniu w trakcie pościgu za Kyle’em i Sarą. W Dniu sądu bez wyraźnej przyczyny kradnie je właścicielowi baru dla harleyowców, by stracić je wskutek konfrontacji z pracownicą szpitala psychiatrycznego. W epizodzie trzecim na kilka sekund zakłada srebrne okulary o różowych szkłach i oprawkach w kształcie gwiazd (znalezione w kieszeni kurtki striptizera), by następnie je zrzucić i podeptać jako zbędne. Właściwe okulary znajduje w schowku samochodu, potem traci je jednak podczas szaleńczej jazdy na autostradzie. Ze sklepu przy stacji benzynowej kradnie kolejną parę, która również zostaje później zniszczona – w trakcie walki z T-X.

## Umiejętności
Terminator typ T-101 serii 800 („Terminator” oraz „Terminator 2 – Dzień Sądu”) jest najbardziej zaawansowanym technicznie organizmem cybernetycznym – cyborgiem (żywa tkanka pokrywająca autonomiczny samosterujący mechanizm), skonstruowanym w roku 2018 w ośrodku doświadczalnym Skynetu. Zaprojektowany jako maszyna dominacji na polu walki z ocalałymi po Dniu Sądu ludźmi, produkowany w dwóch wersjach przez kombinaty Skynetu – mechanizm podstawowy: bojowy endoszkielet, stosowany w bitwach z siłami Ruchu Oporu oraz model przeznaczony do infiltracji powstańczych sił, właściwy mechanizm pokrywany żywą tkanką. Ostatnią znaną wersją typu T-101 jest seria 850 („Terminator 3 – Bunt Maszyn”), o zwiększonej żywotności ze względu na podwójne ogniwo zasilające. Seria ta kończy, według aktualnie dostępnych danych, rozwój tego typu Terminatorów, maszyny późniejszych generacji są daleko nowocześniejsze – T-1000 („T2”) jest maszyną składającą się z płynnego metalu wysokiej wytrzymałości, wprowadzony do użytku w 2029; Robot T-X („T3”), skonstruowany przez Skynet w 2032 jest skrzyżowaniem techniki T-800 oraz T-1000 – metalowy endoszkielet, pokryty powłoką płynnego metalu, posiadający zintegrowany system uzbrojenia z działkiem fazowo-plazmowym włącznie; według bazy danych T-850 maszyna T-X poprzez nanotechnologię potrafi również kontrolować inne urządzenia i mechanizmy, miała być zaprojektowana nawet do walki z Terminatorami „klasycznego” typu.
T-101 to pierwszy model terminatora zaprezentowany w serii, a zarazem aż do Ocalenia najprostsza maszyna do zabijania spośród wszystkich przedstawionych (oprócz pierwszego terminatora w historii – T-1 zaprezentowanego w Terminator 3). Potrafi walczyć wręcz (przy czym nie chodzi tutaj o znajomość sztuk walki tylko o zwykłe prymitywne użycie siły, połączone jednak ze szczegółowymi danymi o anatomii człowieka zapisanymi w pamięci), posługiwać się wszelką bronią palną i energetyczną (karabiny plazmowe z przyszłości), obsługiwać środki transportu datowane na wiele lat przed jego produkcją. Jako jedyny spośród wszystkich przedstawionych w „trylogii” modeli nie posiada zintegrowanego arsenału i możliwości manipulacji powłoką organiczną (co pozwalałoby mu zmieniać wygląd zewnętrzny), może jednak zmieniać ubiór i zna jego zastosowania (na przykład wie że gdy przebierze się za policjanta, to może go próbować udawać). Potrafi mówić głosem dowolnej osoby którą usłyszy.

## Inne cechy szczególne
Terminator z serii 800 w odróżnieniu od serii poprzednich, o których mowa w części pierwszej, a które pojawiają się w czwartej, jako pierwszy posiada syntetyczną imitację naturalnej skóry, krwi i mięśni, co czyni go nierozpoznawalnym dla otoczenia. Tak jak w przypadku wszystkich serii, jedynymi istotami zdolnymi wykryć ową maszynę są psy. W czasie tak zwanej wojny z maszynami każda baza rebeliantów posiada ich kilkanaście w celach profilaktycznych; T-101 z serii 800 posiada w swoim wnętrzu baterię, która zasila go na okres 120 lat. W razie poważnego uszkodzenia aktywowane jest zasilanie awaryjne. Z kolei T-101 z serii 850 dysponuje dwoma ogniwami wodorowymi: głównym i zapasowym. W razie uszkodzenia ulegają destabilizacji i eksplodują z dużą siłą. Ocalenie udowadnia, że endoszkielet T-800 to konstrukcja superwytrzymała: jest w stanie bez szwanku „przeżyć” zanurzenie w gorącej surówce i totalne zamrożenie (warto przy tym zauważyć, że dla rzekomo nowocześniejszego T-1000 kontakt z tą gorącą substancją okazał się zabójczy, a ciekły azot spowodował w jego materii poważne uszkodzenia).

## Samookaleczenie
Terminator T-101 w każdej części „trylogii” niszczy swoją zewnętrzną powłokę z różnych powodów:
- W filmie Terminator T-101 rozcina swoją rękę skalpelem, aby odblokować niesprawny mechanizm endoszkieletu poruszający dłonią; chwilę potem usuwa zniszczone, organiczne oko, odkrywając prawdziwe, mechaniczne.
- W filmie Terminator 2: Dzień sądu podaje Sarze instrukcje, jak rozciąć mu głowę i wyjąć z niej procesor, by odblokować u niego możliwość tworzenia i zapisywania nowych danych oprócz samego ich odczytu, co pozwalałoby mu na uczenie się i zwiększyłoby jego autonomię. Później T-101 sam sobie rozcina lewą rękę i zdejmuje z niej całą powłokę organiczną, demonstrując jej metalowy szkielet, aby udowodnić, że jest cyborgiem. Ostatni raz dokonuje samookaleczenia, odłamując sobie za pomocą stalowej rury przedramię tej samej ręki, przygniecionej ciężkim kołem zębatym.
- W filmie Terminator 3: Bunt maszyn T-101 wycina fragment powłoki brzucha, by wyjąć z endoszkieletu uszkodzone ogniwo wodorowe, które chwilę później wybucha, tworząc mały grzyb atomowy.

## Przeznaczenie T-101

### Terminator
W pierwszej części T-101 zostaje wysłany przez Skynet z przyszłości do 12 maja roku 1984, aby zamordować matkę przyszłego przywódcy rebeliantów – Sarę Connor. T-101 nie znał wyglądu celu, dlatego, korzystając z książki telefonicznej, znajdował ofiary o analogicznych danych osobowych i je eliminował. Podczas pościgu, gdy T-101 chciał przejechać właściwą Sarę cysterną, doszło do eksplozji, którą spowodował Kyle Reese. W jej wyniku T-101 stracił organiczną powłokę, ale dalej funkcjonował jako odkryty endoszkielet. Zdołał w ten sposób zabić Kyle’a Reese’a, ale ostatecznie został zmiażdżony przez prasę hydrauliczną i nie udało mu się wykonać zadania.

### Terminator 2: Dzień sądu
W następnym filmie T-800 staje się postacią pozytywną. W przyszłości zostaje złapany przez dorosłego Johna Connora i przeprogramowany, a następnie wysłany do 8 czerwca roku 1995, by ochraniać wówczas 10-letniego Johna przed T-1000. Po jego zniszczeniu T-800 prosi Sarę Connor o zanurzenie w kadzi z surówką stali. Wykonuje ona jego prośbę, usuwając ze swojej rzeczywistości wszelkie znane pozostałości Terminatorów. Takie działanie miało zapobiec nadejściu tytułowego Dnia Sądu. W tym epizodzie T-800 był zaprogramowany tak, by ochraniać Johna i wykonywać jego rozkazy. Dzięki resetowi głównego procesora uzyskał możliwość zdobywania danych. W konsekwencji nauczył się od 10-letniego chłopca takich zwrotów jak „No problemo” czy „Hasta la vista, baby”, a także uśmiechu. Posiadał też gruntowną wiedzę o T-1000 i przyszłości; według jego danych początek wojny z maszynami (Dzień Sądu) nastąpić miał 29 sierpnia 1997 o 2:14 rano, gdy Skynet – strategiczny system obronny – osiągnie stan świadomości i stanie się samowystarczalny, a w rezultacie wyceluje i odpali rakiety z głowicami jądrowymi w kierunku Rosji, przewidując, że jej kontratak zrujnuje Stany Zjednoczone.

### Terminator 3: Bunt maszyn
W trzecim filmie T-101 również staje się postacią pozytywną. Ten model w przyszłości (4 lipca 2032) zabija samego Johna Connora, ale zostaje złapany i przeprogramowany przez jego żonę – Katherine Brewster – i wysłany do 24 lipca roku 2005, aby ochraniać nie tylko jej męża, ale i ją samą. Ponadto T-101 przyjmował rozkazy tylko od niej, jako że to ona dokonała jego aktywacji. Terminator z T3 różnił się od poprzedników zainstalowanym oprogramowaniem psychologicznym (wiedział tym samym, jakie jest prawdopodobieństwo, że John Connor popełni samobójstwo, i w razie potrzeby manipulował jego charakterem). Ponadto miał także sporo informacji na temat T-X i Dnia Sądu. Według tych danych ów moment miał nastąpić 24 lipca 2005 (w dniu, w którym dzieje się trzecia część Terminatora) o godzinie 18:18 i nie da się tego zmienić. Ginie w obronie Kate i Johna, wysadzając się wraz z T-X (za pomocą ostatniego ogniwa wodorowego).

### Terminator: Ocalenie
Model 800 pojawia się dopiero pod koniec czwartego filmu, którego akcja rozgrywa się w roku 2018. To właśnie wtedy, korzystając z przedwojennego eksperymentu firmy Cyberdyne Systems – półrobota, półczłowieka Marcusa Wrighta – Skynet zdołał opracować projekt nowego terminatora, żołnierza znacznie groźniejszego od T-600. Nowa maszyna jest od tamtej znacznie szybsza, silniejsza i bardziej nieustępliwa. Poza tym pokryta może być całkowicie żywą tkanką, a nie tylko gumową (choć w Ocaleniu T-600 pod tą postacią nie występują). W filmie bohaterowie obserwują wiele takich nieaktywowanych robotów i jeden, już przygotowany do misji infiltracyjnej. Jego skóra zostaje spalona, lecz terminator systematycznie brnie naprzód, omal nie zabijając Johna Connora. W końcu jednak zostaje pokonany przez Marcusa Wrighta. Można założyć, że wysadzenie głównej siedziby Skynetu w San Francisco poważnie opóźniło produkcję regularnej armii tych maszyn.

### Terminator: Genisys
W piątej części Terminatora, T-800 trafia do roku 1973 z misją uratowania 9-letniej Sary Connor przed terminatorem zrobionym z płynnego metalu. Udaje mu się wykonać zadanie i przez następne 11 lat uczy młodą Sarę walczyć, (ta nadaje mu przydomek Pops – z angielskiego: Tatko) aż do 12 maja 1984, kiedy to z przyszłości przybywa kolejna jednostka T-800 (znana z filmu Terminator) z misją zabicia 19-letniej Sary. Podstarzały już Pops (T-800) wraz z Sarą niszczy świeżo przybyłą jednostkę T-800 całkowicie zmieniając bieg wydarzeń znany z pierwszej części terminatora. Po zniszczeniu modelu 101, Sarah wraz z Popsem ratują Kyle’a Reese’a (przybyłego z przyszłości do Los Angeles tego samego dnia, 12 maja 1984, z misją uratowania Sary) przed policjantem, który okazuje się być kolejnym terminatorem, modelem T-1000 wykonanym z płynnego metalu. Po zniszczeniu T-1000 Sarah i Kyle dzięki procesorowi pochodzącemu ze zniszczonego wcześniej T-800 przenoszą się do 2017 w celu powstrzymania Dnia Sądu. Pops pozostaje w 1984 z powodu uszkodzonej żywej tkanki i czeka na wspomnianą dwójkę 33 lata do 2017, do roku do którego się przenieśli. Po dotarciu na miejsce Sarah i Kyle trafiają do szpitala gdzie spotykają swojego syna – Johna Connora. Wkrótce wychodzą ze szpitala na parking, gdzie dociera do nich osiwiały już Pops, który strzela do Johna, rozpoznając go jako terminatora. Okazuje się, że John nie jest już tym samym człowiekiem, którym był wcześniej – został przemieniony przez Skynet w pół-człowieka, pół-maszynę, mającą na celu dopilnować tego aby Genisys, czyli Skynet rozwijał się poprawnie. Nawiązuje się walka Sary, Kyle’a i starszego T-800 z Johnem Connorem, teraz znanym także jako T-3000. W końcowej scenie Pops poświęca się, aby zniszczyć Connora przy użyciu wehikułu czasu, jednak górna część korpusu T-800 wpada do zbiornika z płynnym metalem, co w połączeniu z jego procesorem zmienia go w cyborga zrobionego z płynnego metalu. Skynet wraz z T-3000 zostaje zniszczony, a Dzień Sądu zostaje powstrzymany. Terminator: Genisys jest pierwszą częścią terminatora, w której T-800 na końcu nie zostaje zniszczony.

### Terminator: Mroczne przeznaczenie
W szóstej części T-800 jest jednym z kilku terminatorów wysłanych w przeszłość w celu zabicia Johna Connora. Udaje mu się to w 1998 roku. Jednak w późniejszym czasie, kiedy nie otrzymywał nowych rozkazów, a Skynet już nie istniał, postanowił przystosować się do życia między ludźmi, przyjmując imię „Carl”. Pomógł kobiecie imieniem Alicia oraz jej synowi uwolnić się od męża tyrana i zamieszkał z nimi w Laredo w Teksasie. Pomagał Sarze Connor namierzać pozostałe terminatory, za każdym razem dodając informację „Za Johna”. Później dołączył do Dani Ramos, Grace i Sary, pomagając im walczyć z nowym terminatorem Rev-9, przysłanym aby zlikwidować Dani. Kiedy nawiązuje się walka, T-800 poświęca się, aby Rev-9 nie oswobodził się z pola elektrycznego, które chwilę wcześniej wbiła mu Dani. Umierając powiedział do Sary „Za Johna”.